# ディルク・バレンツゾーン
ディルク・バレンツゾーン（Dirck Barendsz. または Theodor Barendszoon、ラテン語名:Theodorus Bernardus Amsterodamus、1534年 - 1592年5月26日（葬礼日））はオランダの画家である。

## 略歴
アムステルダムで生まれた。父親は「Doove Barend（聾啞のバレンド」として知られる画家のバレンド・ディルクスゾーン(Barend Dircksz.: c.1500- c.1577)で、はじめ父親から絵を学んだ。1555年頃、イタリアに移り、ローマやヴェネツィアで修行し、ヴェネツィアの画家、ティツィアーノ・ヴェチェッリオの弟子になった。1562年頃、オランダに戻り、画家として働いた。ヴェネツィアの画家、ヤコポ・バッサーノ(c.1510-1590)のスタイルからも影響を受けていた。ネーデルランドの画家の伝記を出版したカレル・ファン・マンデル(1548-1606)によれば、ローマで知り合った思想家のドミニクス・ランプソニウス(Dominicus Lampsonius: 1532-1599)と親しかったとされる。
残されている油彩画は少ないが、祭壇画や、自警団を描いた集団肖像画などがある。キリストの生涯を描いた一連の作品はヨハン・サデラー(Johan Sadeler: 1550-1600)らによって版画にされて残されている。

## 作品

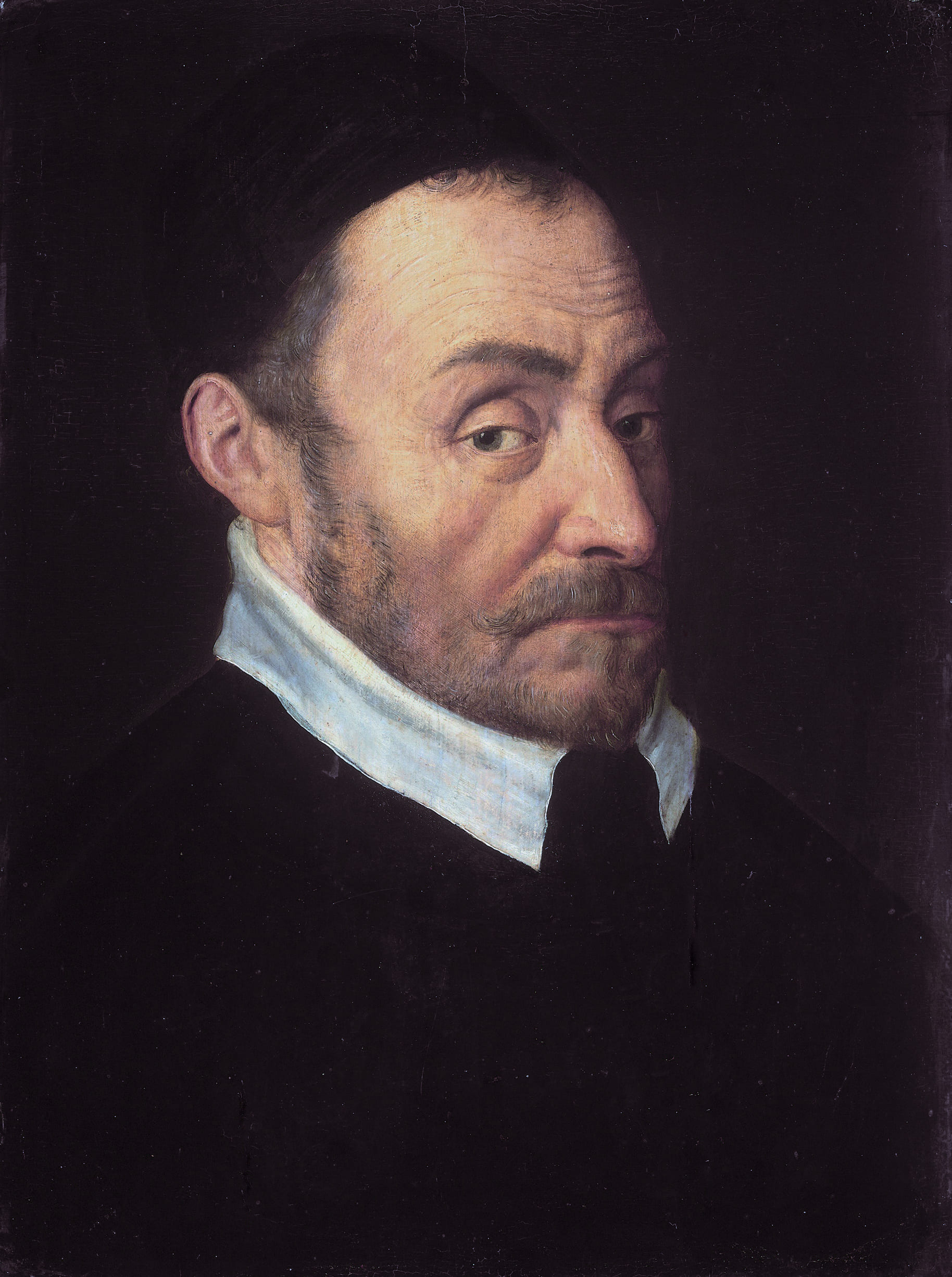
ウィレム1世 (オラニエ公)の肖像画
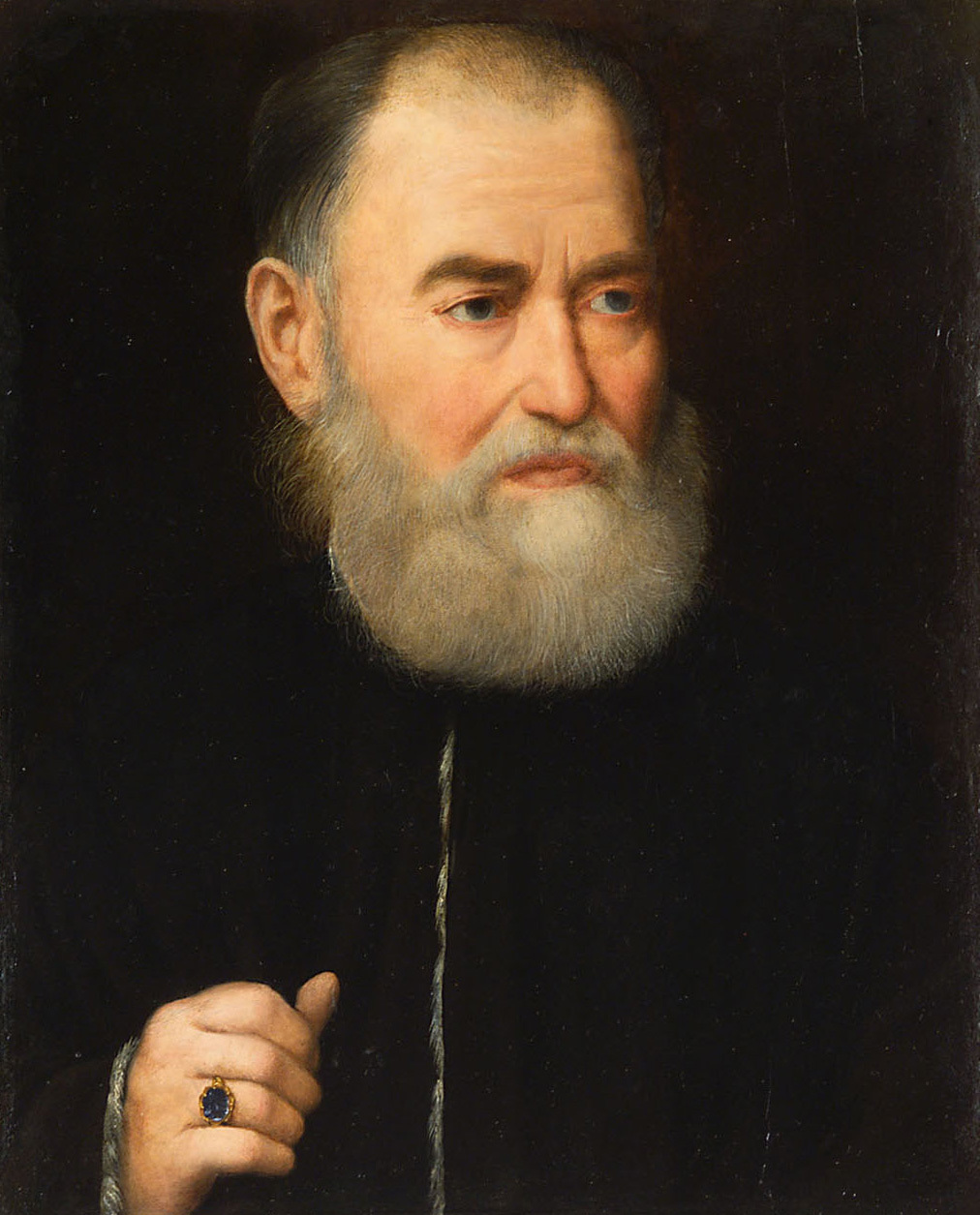
老人の肖像画
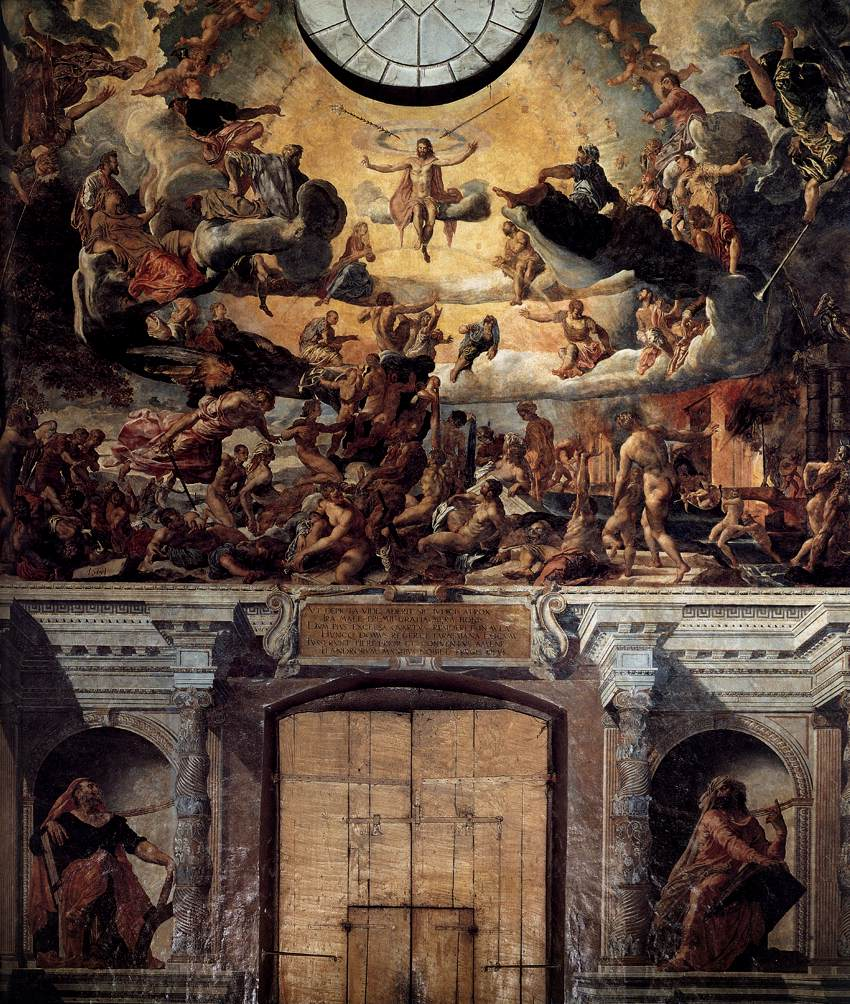
最後の審判
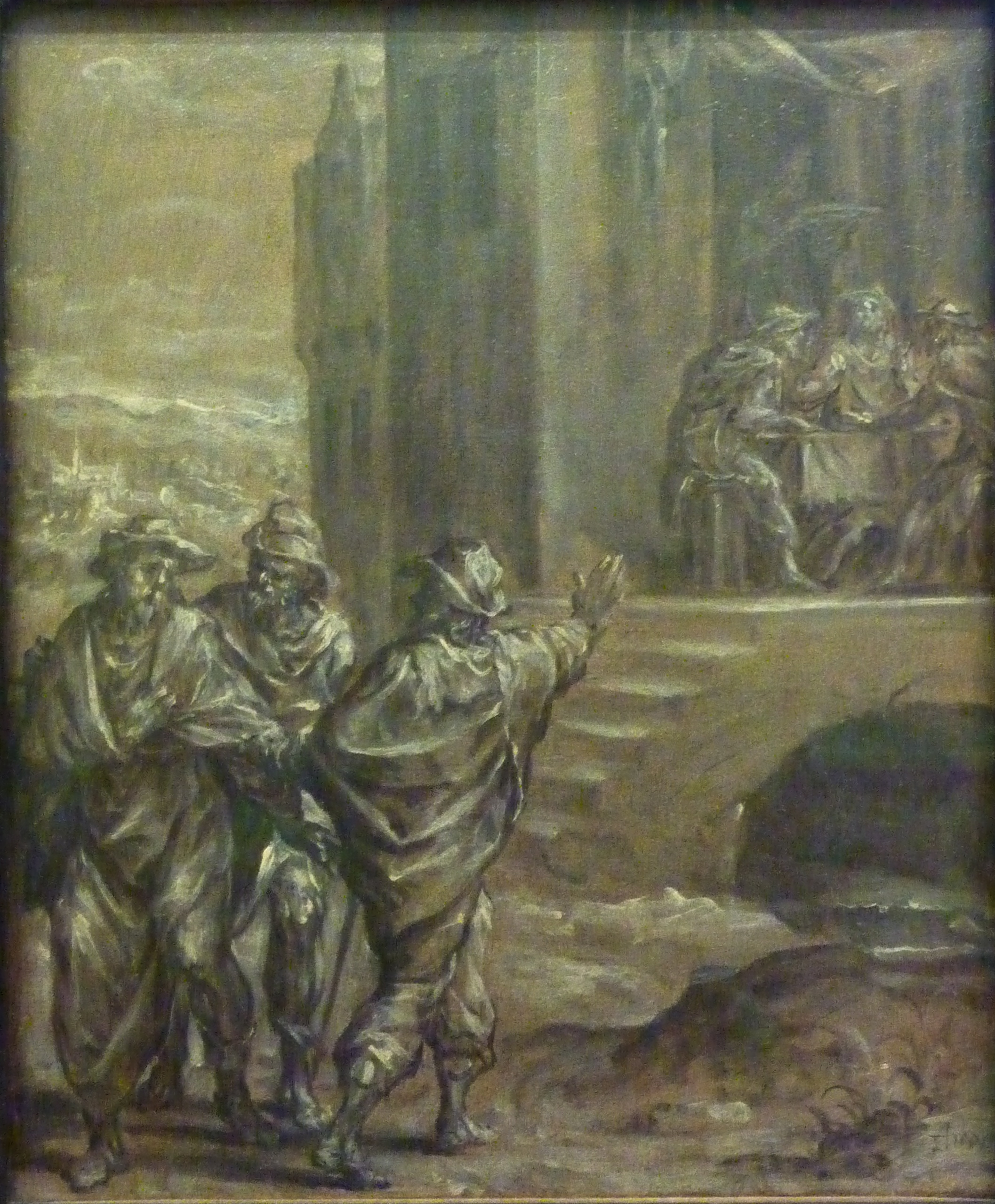
版画